# Wim Moorman
Wim Moorman (Horst, 17 februari 1965) is een voormalig Nederlands voetballer die tijdens zijn profloopbaan uitkwam voor FC VVV en Helmond Sport. Hij speelde doorgaans als linksback.
De Horstenaar kwam in 1983 als amateur over van Wittenhorst naar FC VVV waar hij in zijn tweede jaar zijn competitiedebuut maakte. Op 5 mei 1985 kwam hij tijdens de uitwedstrijd SC Heracles - FC VVV (1-1) binnen de lijnen als invaller voor Guido Kopp. Na afloop van het seizoen 1985-86 stapte hij over naar Helmond Sport. Moorman speelde daar nog drie seizoenen in het betaald voetbal. In 1989 ging hij bij de amateurs van Wilhelmina '08 spelen. Een jaar later vertrok Moorman naar Volharding waar hij nog 16 seizoenen actief zou zijn. In 2006 nam hij daar op 41-jarige leeftijd afscheid.

## Statistieken
| Seizoen | Club          | Land      | Competitie     | Duels | Goals |
| ------- | ------------- | --------- | -------------- | ----- | ----- |
| 1984/85 | FC VVV        | Nederland | Eerste divisie | 2     | 0     |
| 1985/86 | VVV           | Nederland | Eredivisie     | 0     | 0     |
| 1986/87 | Helmond Sport | Nederland | Eerste divisie | 14    | 0     |
| 1987/88 | Helmond Sport | Nederland | Eerste divisie | 16    | 0     |
| 1988/89 | Helmond Sport | Nederland | Eerste divisie | 28    | 2     |
| Totaal  | Totaal        | Totaal    | Totaal         | 60    | 2     |